# Urup (řeka)
Urup (rusky Уруп) je řeka na Severním Kavkaze v Karačajsko-čerkeské republice v Rusku. Je 231 km dlouhá. Povodí má rozlohu 3220 km².

## Průběh toku
Pramení na svazích hory Urup ve Velkém Kavkaze. Na horním toku má charakter horské řeky, protéká soutěskami. Na dolním toku teče rovinou. Ústí zleva do Kubáně.

## Vodní režim
Zdrojem vody jsou převážně dešťové srážky, které také způsobují povodně. Průměrný průtok vody činí 16,5 m³/s. Zamrzá v prosinci a rozmrzá v únoru, ledová pokrývka však není stálá. K nejvyšším vodním stavům dochází v létě, zatímco v zimě je hladina vody nižší.

## Využití
Využívá se na zavlažování. Při ústí do Kubáně leží město Armavir.